# Cieszymowo Wielkie (przystanek kolejowy)
Cieszymowo Wielkie – zlikwidowany przystanek osobowy i ładownia, a dawniej stacja kolejowa w Cieszymowie na linii kolejowej Myślice – Szlachta, w województwie pomorskim.